# Indawgyi-See
Der Indawgyi-See (birmanisch အင်းတော်ကြီး; MLCTS: ang: dau kri: [ʔɪ́ɴdɔ̀dʒḭ́]) liegt im Kachin-Staat im Norden von Myanmar und ist der drittgrößte Süßwassersee Südostasiens.

## Geographie

### Allgemeines
Der Indawgyi-See liegt in der Mitte eines natürlichen, sich von Nord nach Süd erstreckenden Beckens, das wiederum von einer Bergkette umgeben ist (höchster Punkt: 1180 m). Er liegt im inneren vulkanischen Teil des innerburmesischen Tertiärbeckens, bestehend aus einem Komplex ultrabasischer Gesteine. Der See hat mit 23,8 km Länge und bis zu 10 km Breite eine Fläche von 12.000 ha. Er ist maximal 22 m tief, aber in weiten Bereichen deutlich flacher. Der See dehnt sich im Laufe der Regenzeit 5 bis 10 m horizontal entlang der flachen Uferbereiche aus und überflutet diese. Die Böden des Indawgyi-Beckens haben sich aus nährstoffreichem Alluvium gebildet, das mit den Wasserläufen der umgebenden Berge dort abgelagert wurde. Im Indawgyi-Becken befinden sich viele Feuchtgebiete, die aufgrund der hohen Bodenfruchtbarkeit jedoch teilweise bereits in Reisfelder umgewandelt wurden. Der See hat mehrere Zuflüsse, insbesondere viele Bäche aus der umgebenden Bergkette. Die Hauptzuflüsse sind Nam Yin Hka Chaung im Südwesten, der ein ausgedehntes Delta mit Feuchtgebieten und Schwimmblattvegetation formt, Nam San Da Chaung im Nordwesten und Na Mun Chaung im Südosten. Der Indaw Chaung im Norden stellt den Abfluss des Sees dar, er fließt später in den Ayarwaddy.

### Klima

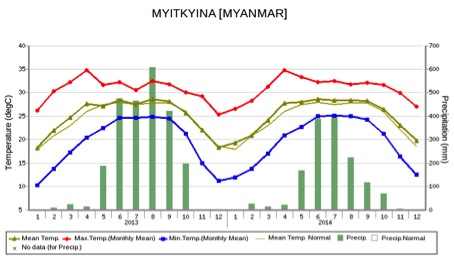
Klimadaten für 2013–2014 aus Mytkyina

Im Gebiet des Indawgyi-Sees herrscht subtropisches Monsunklima mit milden, trockenen Wintern, Hitze im Frühling und regenreichen Sommern (Köppen-Geiger-Klassifikation: Cwa). Die trockensten Monate sind Dezember und Januar, die feuchtesten sind Juni, Juli und August. Der durchschnittliche Jahresniederschlag liegt bei 2203 mm, mit einer Jahresdurchschnittstemperatur von 24,3 °C. Die nächste Klimastation ist im 180 km nordöstlich gelegenen Mytkyina, Klimadaten sind nur von 1961 bis 1990 und nach 2012 erhältlich.

## Geschichte

### Entstehung des Namens
Indawgyi heißt großer (gyi) königlicher (daw) See (in) auf Birmanisch.

### Besiedlung
Im Gebiet um den Indawgyi-See befinden sich 36 Dörfer mit insgesamt etwa 50.000 Einwohnern. Die Bewohner gehören zu den Ethnien der Shan, Kachin, Bamar, Kadu und Kanan. Sechs Lokalsprachen werden am Indawgyi-See gesprochen: Azi, Maru/Longwa, Lacheyk, Jingpaw, Shan Ni und Burmesisch. Die Dörfer am See entstanden zwischen 1688 und 1989, die ältesten wurden von Fischern gegründet, die sich am Seeufer ansiedelten. Die Menschen wurden vom Reichtum an Fisch und Waldprodukten sowie von den fruchtbaren Böden in der Region angezogen.

### Nutzung
Die meisten Bewohner bestreiten ihren Lebensunterhalt durch Subsistenzlandwirtschaft. Nassreisanbau ist die Haupteinnahmequelle für die meisten Menschen am Indawgyi-See, gefolgt von Fischerei. Es gibt nur wenige Einkommensmöglichkeiten außerhalb von Landwirtschaft und Fischerei, sie beschränken sich auf die Verwaltung, nahe gelegene Gold- und Jademinen, Kleinhandel und kleine Restaurants.

## Ökologie

### Fauna
| Gefährdungskategorie der IUCN | Gefährdungskategorie der IUCN                  |
| ----------------------------- | ---------------------------------------------- |
| CR                            | Critically Endangered (vom Aussterben bedroht) |
| EN                            | Endangered (stark gefährdet)                   |
| VU                            | Vulnerable (gefährdet)                         |
| NT                            | Near Threatened (potenziell gefährdet)         |
| LC                            | Least Concern (nicht gefährdet)                |

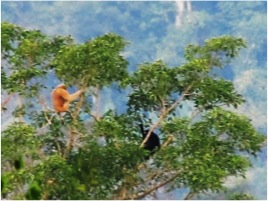
Weibchen (links) und Männchen (rechts) des Weißbrauengibbons im Norden des Indawgyi-Sees

Der Indawgyi-See ist ein wichtiges Brut-, Rast- und Überwinterungsgebiet für Zugvögel auf dem Weg von China und Sibirien bis nach Australien und Neuseeland. 166 Vogelarten wurden im Gebiet nachgewiesen, darunter 56 Wasservogelarten, 79 weitere feuchtgebietsabhängige Arten und 31 waldnah lebende Arten. Dies beinhaltet auch viele gefährdete Arten: Bengalgeier (Gyps bengalensis) CR , Schmalschnabelgeier (Gyps tenuirostris) CR, Saruskranich (Grus antigone) (VU), Malaien-Storch oder Java-Marabu (Leptoptilos javanicus) VU, Nepalbekassine (Gallinago nemoricola) VU, Bindenseeadler (Haliaeetus leucoryphus) VU, Nepalhornvogel (Aceros nipalensis) VU, Schelladler (Aquila clanga) VU, Graupelikan (Pelecanus philippensis) NT, Orient-Schlangenhalsvogel (Anhinga melanogaster) NT, Moorente (Aythia nyroca) NT, Sichelente (Anas falcate) NT, Tafelente (Aythya ferina) NT, und Schneegeier oder Himalayageier (Gyps himalayensis) NT. Sowohl die Struktur als auch die Diversität der Habitate am See begünstigen eine große Vielfalt von Vogelarten. Besonders die reichhaltigen Ried- und Feuchtgrünlandgebiete sowie die Schwimmblattvegetation sind verantwortlich für die hohe Artendiversität der Vögel.
Am Ufer des Indawgyi-Sees befindet sich ein wichtiges Habitat für den stark gefährdeten Schweinshirsch (Axis porcinus) EN, der vom saisonal überfluteten Grasland an den See- und Flussufern abhängig ist. Dieses Habitat wurde weitestgehend in landwirtschaftliche Nutzfläche und Siedlungen umgewandelt und ist in Südostasien heute nahezu verschwunden.
Die Wälder der umgebenden Bergkette sind ein wichtiger Lebensraum für gefährdete Primatenarten, insbesondere für den Östlichen Weißbrauengibbon (Hoolock leuconedys) VU und Shortridge-Langur (Trachypithecus shortridgei) EN. Darüber hinaus wurden die folgenden gefährdeten Säugetiere im Indawgyi-Gebiet nachgewiesen: Chinesisches Schuppentier (Manis pentadactyla) CR, Malaien-Schuppentier (Manis javanica) CR, Rothund oder Asiatischer Wildhund (Cuon alpinus) EN, Bengalischer Plumplori (Nycticebus bengalensis) VU, Malaienbär (Helarctos malayanus) VU, Kragenbär (Ursus thibetanus) VU, Marmorkatze (Pardofelis marmorata) VU, Zwergotter (Aonyx cinerea) VU, Binturong oder Marderbär (Arctictis binturong) VU, Gaur (Bos gaurus) VU und Sambar oder Pferdehirsch (Rusa unicolor) VU.
Für den Indawgyi-See und die Zuflüsse im Indawgyi-Becken sind momentan 93 Fischarten bekannt. Darunter zwei endemische Arten: Indostomus paradoxus ist endemisch für Myanmar, und Microphis dunckeri ist nur vom Indawgyi-See und der Gegend um Mytkyina bekannt; sowie 6 neu entdeckte Fischarten Lepidocephalichthys sp. indawgyi, Physoschistura sp. indawgyi, Schistura sp. cf. malaisei, Schistura sp. nov., Amblyceps sp. indawgyi, Acanthocobitis sp. indawgyi.
13 Amphibien- und 23 Reptilienarten wurden am Indawygi-See dokumentiert, darunter acht Eidechsenarten, 13 Schlangenarten (zwei davon giftig: Gelbgebänderter Krait (Bungarus fasciatus) und Monokelkobra (Naja kaouthia)) und zwei Schildkrötenarten.

### Flora
Die das Indawgyi-Becken umgebende Bergkette ist von subtropischen halbimmergrünen Feuchtwäldern bedeckt, die zur Mizoram-Manipur-Kachin-Regenwald Ökoregion gehören (Fund 2014). Diese Wälder sind eine Mischform aus tropischen Regenwäldern und subtropischen montanen Feuchtwäldern mit Harthölzern. Häufig vorkommende Familien sind Musaceae, Melastomaceae, Zingiberaceae und Begoniaceae. Teak (Tectona grandis), eine der global wertvollsten Holzarten, ist eine charakteristische Art dieser Wälder und bedeckt weite Bereiche. Andere typische Baumarten sind Dipterocarpus tuberculatus, Hopea odorata, Shorea obtusa, Gmelina arborea, Terminalia tomentosa, Salmalia insignis, Xylia dolobriformis, Lagerstroemia tomentosa, Woodfordia fruticosa, Dracotomelon feran und D. mangefera. Familien aus der temperaten Sino-Himalayischen Flora wie Magnoliaceae, Thymeliaceae, Aceraceae, Juglandaceae, Fagaceae und Lauraceae kommen ebenfalls vor allem auf den höheren Berghängen vor, gemischt mit tropischen und subtropischen Arten aus der Indo-Malayischen Flora. 71 Arten von Wildpflanzen werden zu medizinischen Zwecken von den Anwohnern gesammelt. Weiterhin werden Waldprodukte wie wilde Kokosnuss, Pilze, Bambussprossen, Rattan, Orchideen und Honig zur Subsistenznutzung und gelegentlich auch zum Verkauf gesammelt.

### Wasserqualität
Eine 2004 durchgeführte Studie bescheinige dem See eine allgemein gute Wasserqualität, mit einer durchschnittlichen Sichttiefe von 3,45 m und einer Konzentration von gelöstem Sauerstoff bei 1 m Tiefe von 4,71 mg/l. Eine 2015 durchgeführte Studie untersuchte Makroinvertebraten, Makrophyten, Phytoplankton sowie Wasser- und Sedimentchemie. Sie zeigt eine deutliche Belastung des Seeökosystems durch an Zuflüssen liegende Goldminen, Kies- und Sandabbau. Diese verursachen Wassertrübung und Sedimentation, was
- Lichtmangel,
- Erstickung der benthischen Lebensräume,
- verminderte Sauerstoffverfügbarkeit,
- sedimentbedingte Trübungswolken an Flussmündungen im See,
- veränderte Wasserchemie und Versauerung,
- erhöhter Phosphatgehalt im See: an Flussmündungen ist der Phosphatgehalt etwa 10 Mal höher als in anderen ufernahen Bereichen; (in den betroffenen Bereichen liegt der pH-Wert bei 6,5, in weniger belasteten Bereichen bei 8,5) sowie
- potentielle Verschmutzung mit Schwermetallen

zur Folge hat. Nicht-nachhaltige landwirtschaftliche Praktiken stellen ebenfalls eine Gefahr für den See dar und führen zu
- Sedimentation aufgrund von fehlender natürlicher Vegetation an Ufern von Flüssen und Entwässerungsgräben,
- Erosion von Flussufern aufgrund fehlender Ufervegetation und Trittschäden an Uferbereichen durch Weidetiere,
- Kunstdünger und Pestizide aus dem Reisanbau verschmutzen Grundwasser, See und Wasserläufe und führen zu Eutrophierung.

Außerdem bedroht die invasive Wasserhyazinthe Eichhornia crassipes bereits in einigen Bereichen die Vegetation, insbesondere am Seerand und im Indaw Chaung Fluss, was zu Verengung von Wasserwegen und Ersticken von Fischaufzuchtgebieten führt. Um dem entgegenzuwirken, ist die Einführung von ressourcenschonenden landwirtschaftlichen Praktiken, besonders im Reisanbau, dringend notwendig. Insbesondere Minen an den Zuflüssen stellen ein Problem für die Wasserqualität und Integrität des Ökosystems dar.

### Schutzstatus
Der See und die Waldflächen auf den westlichen und südlichen Berghängen wurden 1999 als Indawgyi Lake Wildlife Sanctuary unter Schutz gestellt, außerdem hat das Gebiet seit 2003 den Status als „ASEAN Heritage Park“ und seit 2004 als „Important Bird and Biodiversity Area“. Der Indawgyi-See wurde wegen seiner Bedeutung für den Schutz von Vögeln und Säugetieren im National Biodiversity Strategy and Action Plan als „Key Biodiversity Area“ ausgewiesen und wegen seiner außergewöhnlichen Bedeutung für Zugvögel 2014 als Ramsar-Gebiet nominiert. Momentan wird eine Nominierung als UNESCO-Biosphärenreservat vorbereitet.

## Sehenswürdigkeiten

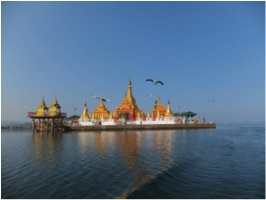
Blick auf die Shwemyintzu-Pagode

Um den See befinden sich mehrere wichtige Bauwerke wie Klöster, Tempel, Kirchen und Nat-Schreine mit hoher Bedeutung für Buddhismus, Christentum und den vorher herrschenden Spiritualismus. Die Shwemyintzu-Pagode hat symbolische Bedeutung für die buddhistische Bevölkerung der Region und liegt auf einer künstlichen Insel inmitten des Sees, die mit dem Ufer durch zwei Fußwege verbunden ist (einer für Menschen und ein, meistens unter der Wasseroberfläche liegender Weg, für die Götter). Hier findet ein jährliches Festival statt, was bis zu 100.000 Besucher und Pilger anzieht. Die Shwetaung-Pagode ist ein weiteres wichtiges Kulturdenkmal für die Buddhisten. Sie liegt auf einer Hügelspitze am Ausfluss des Indaw Chaung Flusses aus dem Indawgyi-See. Außerdem gibt es zahlreiche Nat-Schreine animistischen Ursprungs, die sich häufig in dorfnahen Waldfragmenten befinden.

## Wirtschaftliche Bedeutung

### Fischerei

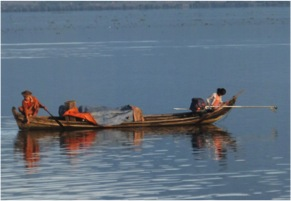
Fischerin bei der Arbeit

Fischerei wird v. a. mit Standnetzen und Garnelenfallen betrieben. 26 Arten von Speisefischen werden von den Fischern am Indawgyi-See wirtschaftlich genutzt: Notopterus notopterus, Bangana devdevi, Cyclocheilichthys sp., Catlabarbe (Gibelion catla), Hypsibarbus myitkyinae, Labeo boga, Labeo dyocheilus, Labeo nandina, Osteobrama belangeri, Osteobrama cunma, Osteochilus rostellatus, Rohita rohita, Systomus sewelli, Sperata acicularis, Ompok pabda, Wallago attu, Clarias aff. batrachus, Heteropneustes kemratensis, Macrognathus aureus, Macrognathus cf. morehensis, Mastacembelus armatus, Mastacembelus pantherinus, Channa gachua, Channa marulius, Channa striata.

### Trinkwassergewinnung
Der Indawgyi-See ist eine wichtige Trinkwasserquelle für die Dorfbevölkerung am Seeufer; 82 % der lokalen Bevölkerung beziehen ihr Trinkwasser aus dem See.

### Freizeit und Tourismus
Der Indawgyi-See hat ein hohes Potential für Natur- und Kulturtourismus, aktuell befindet sich der Tourismus in der Region aber noch in den Anfängen. Die meisten Touristen kommen aus Myanmar zum jährlichen Pagodenfestival (bis zu 100.000). Bis zu 300 ausländische Touristen bereisen die Gegend im Jahr, v. a. für Vogelbeobachtung und für Kanutouren. Eine lokale NGO (InnChiTu – „Lovers of Indawgyi“) verleiht Kanus und stellt Guides zur Verfügung, es gibt zwei kleine Gasthäuser im Dorf Lonton. Die Entwicklung von lokalen Bed & Breakfast ist in Planung.